# Wenlock e Mandeville
Wenlock e Mandeville são as mascotes oficiais dos Jogos Olímpicos de Verão de 2012, realizados em Londres, e representam duas gotas de aço.
Foram desenvolvidas por uma agência britânica chamada Iris. De acordo com seu criador, as mascotes surgiram das duas gotas de aço que restaram da última viga de suporte do Estádio Olímpico de Londres.
Os nomes escolhidos fazem referência a duas cidades britânicas: Much Wenlock e Stock Mandeville.
O desenho de Wenlock e Mandeville agradou de modo geral. As crianças foram as mais satisfeitas com as mascotes de Londres, que têm um único olho e um sinalizador na cabeça que remete aos tradicionais táxis ingleses.